# Лоренц Фрьолих
Лоренц Фрьолих (датски: Lorenz Frølich) е датски художник и илюстратор. Учи в Копенхаген, Дрезден и Париж. През 1877 г. е назначен като професор в Кралската датска академия на изкуствата в Копенхаген. Неговите илюстрации, особено на детски книги, са известни навсякъде и са по-важни от картините му.
Твори също и много офорти.